# Румянцев, Иван Архипович
Ива́н Архи́пович Румя́нцев (5 сентября 1926, Ордынское, Сибирский край — 18 февраля 1998, Новосибирск) — слесарь-лекальщик завода «Сибсельмаш» министерства машиностроения СССР, Герой Социалистического Труда (1971).

## Биография
Родился 5 сентября 1926 года в посёлке городского типа Ордынское Новосибирской области в семье рабочих. В 1941 году начал свою трудовую деятельность. С 1943 года находился на службе в Красной Армии. Участник Великой Отечественной войны. Принимал участие в боях за освобождение Польши и Чехословакии..
В 1950 году после демобилизации начал работать слесарем-лекальщиком на заводе «Сибсельмаш» в Новосибирске. Постоянно повышал свою квалификацию и стал слесарем высшей категории. Выполнял самые ответственные задания. Активный рационализатор, передавал опыт молодым специалистам. Досрочно выполнял пятилетние планы развития народного хозяйства.   
Указом Президиума Верховного Совета СССР от 26 апреля 1971 года за выдающиеся успехи в выполнении пятилетнего плана Ивану Архиповичу Румянцеву присвоено звание Героя Социалистического Труда с вручением ордена Ленина и золотой медали «Серп и Молот».
Активно принимал участие в общественной жизни завода и города. Избирался членом Новосибирского горкома КПСС, был делегатом XXV съезда КПСС. В 1979 году вышел на заслуженный отдых, но продолжал активно работать в ветеранском движении завода.
Проживал в Новосибирске. Умер 18 февраля 1998 года. Похоронен на Клещихинском кладбище.

## Награды
За трудовые и боевые успехи удостоен:
- золотая звезда «Серп и Молот» (26.04.1971)
- два ордена Ленина (28.07.1966, 26.04.1971)
- Орден Отечественной войны II степени (11.03.1985)
- Орден Знак Почёта (1976)
- Орден Красной Звезды (18.05.1945)
- Медаль За отвагу (23.02.1945)
- другие медали.